# Daspletis placodes
Daspletis placodes is een vliegensoort uit de familie van de roofvliegen (Asilidae). De wetenschappelijke naam van de soort werd voor het eerst geldig gepubliceerd in 1983 door Jason Gilbert Hayden Londt.